# Temporada da WTA de 2009
O WTA Tour de 2009 (comercialmente conhecido como 2009 Sony Ericsson WTA Tour) foi a turnê de elite do tênis feminino profissional organizado pela Women's Tennis Association (WTA) para a temporada de 2009.
Atendendo a antiga demanda de reduzir a quantidade e melhor qualificar os principais torneios, tornando alguns deles mandatórios para as principais jogadoras, o WTA Tour de 2009 marcou a reformulação da classificação dos torneios, o chamado "New Roadmap".
A antiga classificação dos torneios como "Tier I a V" deixou de existir, e a nova configuração ficou assim: no topo, permaneceram os torneios "Grand Slam", logo abaixo, os torneios de final de ano, os "WTA Championships", em seguida, em ordem decrescente de importância, os "Premier Mandatory", os "Premier 5" e os "Premier", além disso, os "torneios comuns", passaram a ser identificados como "International Tournaments". Além desses, continuaram fazendo parte do WTA Tour os torneios clássicos por equipe, a "Hopman Cup" e a "Fed Cup" esta última organizada pela ITF, e também os Jogos Olímpicos.
Os torneios da ITF não faziam parte do WTA Tour, mas os de mais alto nível (US$ 25,000 a US$ 100,000+), atribuíam pontos para o WTA World Ranking.

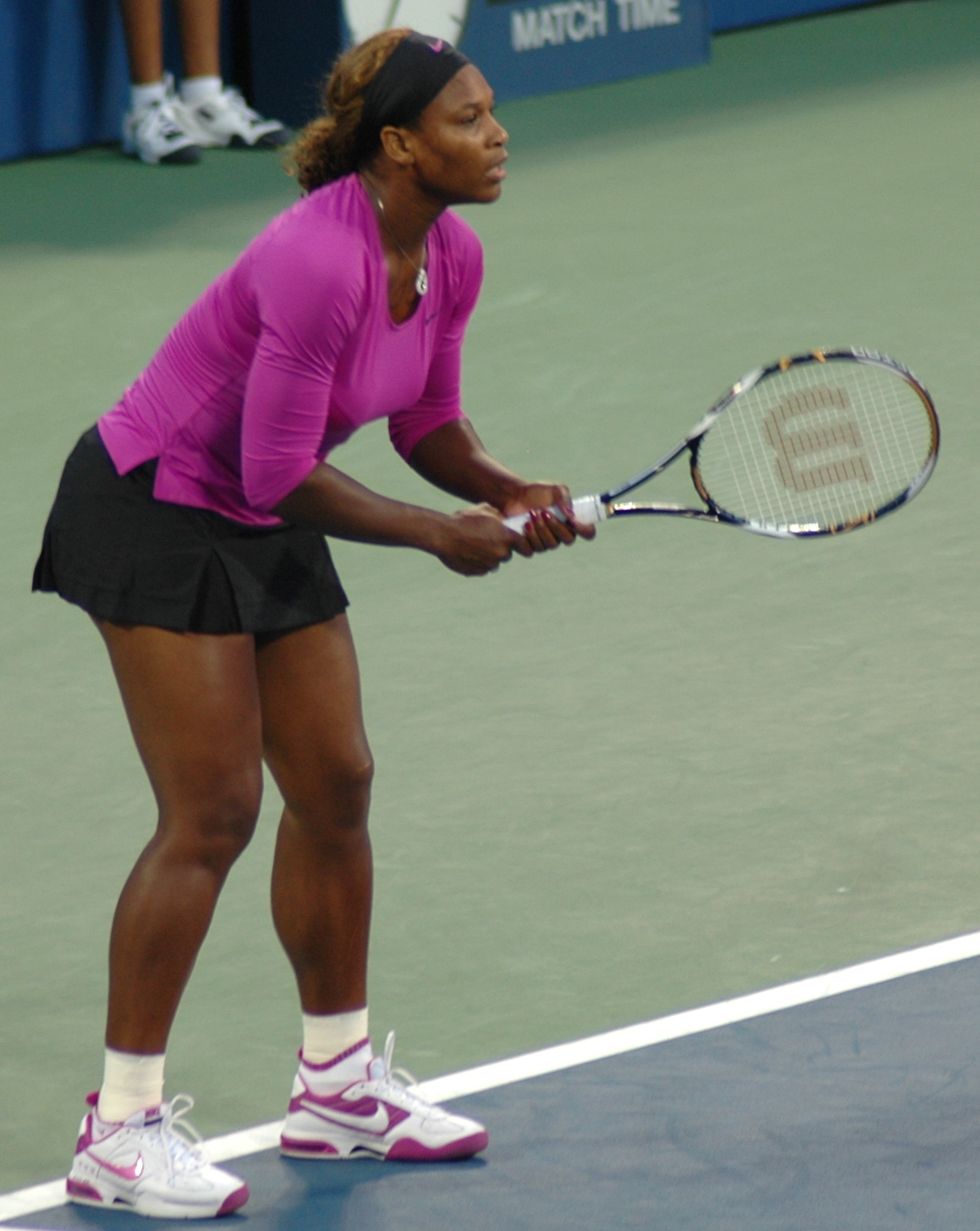
Serena Williams ganhou 3 títulos na temporada e foi também a "jogadora do ano", liderando em pontos e premiação.

## Ranking de final de ano
Lista das 20 primeiras do ranking de final de ano da WTA de 2009 em competições de simples e duplas: